# 赵华明
赵华明（1918年—），男，四川成都人，中国有机化学家、教育家，曾任四川大学化学系教授、博士生导师。